# AEW Revolution
AEW Revolution est un événement de catch (lutte professionnelle) produite par la promotion américaine, All Elite Wrestling (AEW). Créé en 2020, il s'est initialement tenu fin février, mais a été déplacé début mars 2021, et l'évènement de cette année-là était également le premier PPV d'AEW organisé un dimanche. Il est considéré comme l'un des "quatre grands" PPV d'AEW, avec Double or Nothing, All Out et Full Gear, les quatre plus grands évènements de la société produites chaque trimestre.
Les deux premiers PPV Revolution ont été acclamés par la critique. L'événement de 2020 a été élu meilleur spectacle de lutte majeur de l'année pour les prix Wrestling Observer Newsletter, tandis que l'événement de 2021 était le PPV de lutte non-WWE le plus rentable depuis 1999. Ce dernier était également l'événement le plus fréquenté par l'AEW pendant la pandémie de COVID-19 jusqu'à ce point. L'édition 2024 a été remarquable car elle a accueilli le dernier match de Sting.

## Histoire
Le tout premier Revolution a eu lieu le 29 février 2020 au Wintrust Arena de Chicago, dans l'Illinois, et s'est déroulé en partenariat entre la promotion américaine de lutte professionnelle All Elite Wrestling (AEW) et la Chicago Comic & Entertainment Expo (C2E2). Cet évènement inaugural était le dernier pay-per-view (PPV) d'AEW organisé avant le début de la pandémie de COVID-19, qui a déplacé la majorité des émissions d'AEW au Daily's Place à Jacksonville, en Floride. Plus tard cette année, le président-directeur général d'AEW, Tony Khan, a qualifié Double or Nothing de l'un des "quatre grands" PPV de la société, ses quatre plus grandes émissions de l'année produites trimestriellement, avec Double or Nothing, All Out et Full Gear.
Une seconde édition a eu lieu le 7 mars 2021, déplaçant Révolution au créneau début mars. Ce second événement était initialement prévu pour le 27 février, mais en raison du combat de boxe Canelo Alvarez contre Avni Yildirim à Miami Gardens, en Floride, diffusé le même soir, AEW a reprogrammé Revolution pour le dimanche 7 mars, ce qui en a fait le premier PPV d'AEW à être diffusé. tenu un dimanche ; la promotion avait été envisagée le samedi 6 mars, mais l'UFC 259 était diffusé ce soir-là.
AEW a repris ses tournées en direct avec les fans en juillet 2021. À son tour, l'édition 2022 a eu lieu le 6 mars de la même année à l'Addition Financial Arena (en) à Orlando, en Floride. C'était le point culminant d'un événement de trois jours, avec un épisode de Rampage et un fanfest se déroulant respectivement les 4 et 5 mars au même endroit.
Le vétéran du catch, Sting a eu son premier match à l’AEW lors de lédition 2021. Dans l'épisode de Dynamite du 18 octobre 2023, il a annoncé que son dernier match aurait lieu dans lédition 2024. C'était un Tornado Tag Team match dans lequel Sting et Darby Allin ont défendu le championnat du monde par équipe de l'AEW contre The Young Bucks (Matthew Jackson et Nicholas Jackson). Sting et Allin ont gagné, donc Sting a pris sa retraite à la fois en tant qu'équipe invaincue avec Allin et en tant que champion.
Pour les prix du Wrestling Observer Newsletter 2020, l'événement inaugural de Revolution a été élu meilleur spectacle de lutte majeur de l'année. L'événement de l'année suivante est devenu le PPV de lutte non-WWE le plus rentable depuis 1999. Il s'agissait également de l'événement le plus fréquenté par l'AEW pendant la pandémie de COVID-19 jusqu'à présent, avec environ 1 300 spectateurs.

## Historique des Revolution
| # | Événement         | Date            | Ville                        | Lieu                          | Main Event |
| - | ----------------- | --------------- | ---------------------------- | ----------------------------- | --- |
| 1 | Revolution (2020) | 29 février 2020 | Chicago, Illinois            | Wintrust Arena                | Chris Jericho (c) contre Jon Moxley pour le AEW World Championship                                                                                                |
| 2 | Revolution (2021) | 7 mars 2021     | Jacksonville, Floride        | Daily's Place                 | Kenny Omega (c) contre Jon Moxley pour le AEW World Championship                                                                                                  |
| 3 | Revolution (2022) | 6 mars 2022     | Orlando, Floride             | Addition Financial Arena (en) | Adam Page (c) contre Adam Cole pour le AEW World Championship |
| 4 | Revolution (2023) | 5 mars 2023     | San Francisco, Californie    | Chase Center                  | MJF (c) contre Bryan Danielson pour le AEW World Championship |
| 5 | Revolution (2024) | 3 mars 2024     | Greensboro, Caroline du Nord | Greensboro Coliseum           | Sting et Darby Allin (c) contre The Young Bucks pour les AEW World Tag Team Championship Il s'agit du dernier match de la carrière de Sting en tant que catcheur. |

## Liens Externes
- Site officiel de la AEW